# 约斯塔·米塔格-莱弗勒
约斯塔·米塔格-莱弗勒（瑞典語：Gösta Mittag-Leffler，1846年3月16日—1927年7月7日）或称米塔-列夫勒，瑞典数学家。